# Chiesa di Sant'Antonio Abate (Cuasso al Monte)
La chiesa di Sant'Antonio Abate è una chiesa di rito cattolico ambrosiano nel comune di Cuasso al Monte, nella frazione di Cuasso al Piano.

## Storia
Anticamente, la frazione di Cuasso al Piano (ma anche gli interi Besano e Porto Ceresio) era servita dalla piccola chiesa di San Giacomo, tra le più antiche della Valceresio, che era piccola, vetusta ed angusta per la crescente popolazione. Questa lamentazione fu esposta già nel 1733 dal Visitatore Regionale delegato monsignor Battista Repossi, che nei resoconti della sua visita idealizzerà la costruzione di una nuova chiesa, più grande ed adatta. La necessità di un nuovo edificio è ripetuta nel 1742 dal prevosto di Arcisate Antonio Alemagna, e nello stesso anno viene steso il progetto, conservato presso Villa Cicogna-Mozzoni. I lavori iniziarono nel 1743. 
Il 16 maggio 1745 il prevosto Alemagna in visita descrive la situazione di povertà della parrocchia e la necessità da parte di essa di contrarre un prestito da un privato per la continuazione dei lavori. A tal proposito, nel gennaio 1755 il sindaco stabilisce che ciascun abitante debba elargire 6 lire imperiali ogni due anni. In un documento datato 4 febbraio 1755 al sindaco sono prestate 2000 lire imperiali dal signor Benigno Bossi, e grazie a questo contributo riprendono i lavori (che nel frattempo si erano interrotti), con la clausola che vengano terminati entro la fine dell'anno (scadenza che non verrà rispettata). Un ulteriore prestito seguirà nel 1756 per 1500 lire imperiali. Al 30 marzo 1770 risale una supplica da parte dei fabbricieri al Supremo Real Consiglio per il taglio di boschi, per ottenere i fondi necessari alla costruzione. 
Tra il 1780 ed il 1781 la struttura della chiesa è terminata, e immediatamente andrà a sostituire la chiesa di San Giacomo in qualità di parrocchiale. Rimarrà però quasi spoglia almeno fino al 1791, anno nel quale viene inoltrata una richiesta per arredi sacri, per un totale di 142.1.3 lire imperiali, alla Regia Amministrazione del Fondo di Religione di Milano. Il 21 settembre 1796 è visitata dal canonico della chiesa metropolita Alessandro Sessa, che la descrive ancora spoglia. 
Nel 1876 avvengono dei lavori di consolidamento strutturale al "Balcone", soprannome dato alla piazza di fronte alla chiesa affacciata sulla Valceresio, e nel 1896 vengono ristrutturati il sacello, il pavimento ed il cancello del battistero, in occasione della visita del cardinale Andrea Ferrari nell'ottobre dello stesso anno. Nel 1902 viene eretta la casa parrocchiale. Il 3 ottobre 1905 torna in visita il cardinale Ferrari. 
Nel 1927 viene terminata la decorazione pittorica, viene rifatto il pavimento ed il Presbiterio viene cinto e le aperture in esso chiuse. Nel 1930 i due affreschi del Presbiterio, ad opera di Luigi Morgari, sono finiti. Nel 1932 il vecchio e difettato concerto di campane viene fuso in uno nuovo di 5, grazie alla donazione di 2000 lire da parte di un benefattore inglese, John Philip Baron. I lavori di fusione verranno eseguiti dalla ditta Bianchi di Varese. Il tetto verrà ricostruito nel 1935 per 18000 lire. Nel 1975 viene installato l'impianto di riscaldamento, e la sua centrale termica verrà collocata nel 1985 alla base del campanile. 
Nel 1986 il Presbiterio viene sistemato secondo le direttive del Concilio Vaticano II: il vecchio Altare maestoso viene demolito e sostituito con uno più piccolo e rivolto verso il popolo, il coro viene rimosso, la sede ed il Tabernacolo spostati. Il Presbiterio sarà consacrato il 17 febbraio 1990 da Carlo Maria Martini. 

### Posizione: "Balcone"
La posizione della chiesa è da sempre conosciuta come "Balcone", perché punto sovrastante l'intera Valceresio. Consiste in un piazzale in porfido su cui si affacciano la chiesa, la casa parrocchiale di Cuasso al Piano e l'oratorio parrocchiale. Al centro del piazzale è collocata una statua della Madonna. Antistante la chiesa stava l'ufficio postale di Cuasso al Piano, in un edificio di importanza per la frazione, perché anticamente ambulatorio medico e casa del fascio durante il governo fascista.

### Parrocchia di Cuasso al Piano
La nascita della parrocchia di Cuasso al Piano, di nomina arcivescovile, risale al XVI secolo; la data precisa di fondazione non è conosciuta. È sicuramente antecedente al 1574, anno in cui Cuasso al Monte si distaccò dalla parrocchia di Cuasso al Piano per crearne una propria.  Alcune fonti la datano al 1200, perché vi celebrò il Beato Manfredo Settala in qualità di parroco,  ancora nella piccola chiesa.
L'originale chiesa parrocchiale era quella dei Santi Cristina e Cristoforo, poi San Giacomo, ma venne sostituita nel 1745 da quella di Sant'Antonio Abate. Per il popolo era istituita la scuola della dottrina cristiana e nella parrocchiale era costituita la società del Santissimo Sacramento. Questa fu eretta il 1 novembre 1561 da Ambrogio Calco nella primitiva chiesa parrocchiale di San Giacomo.  Oltre alla Confraternita del Santissimo Sacramento erano attivi il sodalizio della Beata Vergine del Carmine, l’associazione della Sacra Famiglia, la pia unione delle Figlie di Maria, la pia unione della Santa Infanzia, la congregazione del terz’Ordine di San Francesco. 
All'epoca della visita dell'arcivescovo Giuseppe Pozzobonelli del 1751 il clero della parrocchia era costituito dal solo parroco. 
Nel territorio della parrocchia, e quindi sotto il suo controllo, vi sono, oltre alla parrocchiale, la chiesa di San Giacomo, quella di San Salvatore e l'oratorio della Beata Vergine nei Campi.

## Costruzione

### Pianta
La chiesa consiste in una navata principale con le panche e due navate laterali, che ospitano due altari: quello a destra custodisce una reliquia del Beato Manfredo Settala, curato di Cuasso al Piano prima di recarsi in Svizzera. 
L'ingresso ospita il fonte battesimale ed il confessionale. Sovrasta il portone d'accesso un soppalco accessibile con una scala a chiocciola che ospita la cantoria e l'organo a canne.

#### Organi

##### Organo a canne
Vi è un organo a canne, situato nella controfacciata sulla cantoria sopraelevata. È un Paul Ott, costruito a Gottinga nel 1951. È dotato di due tastiere e pedaliera ed è stato installato nel ventunesimo secolo. Giaceva, prima del trasferimento, in una chiesa tedesca: una targa ne ricorda la costruzione e la dedicazione alla memoria di una signora "Thea Wills Melloh", seguita da una data, 3 marzo 1951. Questa legge 
Mar 3 1951»
che tradotto è
3 marzo 1951»
Andò a sostituire il precedente strumento intorno al 2016. Prima di quest'ultimo vi era un altro organo, donato dai coniugi cuassesi Ettore e Giuseppina Grignaschi nel 1936.

##### Organo Johannus
Il nuovo organo di marca Johannus, classificato come STUDIO 260 Nautilus Teak, è stato installato il 10 marzo 2025. Consiste di due tastiere manuali da 61 tasti ciascuna, una pedaliera e 31 registri. Si trova nella parte sinistra della navata, tra il fonte battesimale e l'Altare dedicato alla Madonna, dove siede la corale parrocchiale.

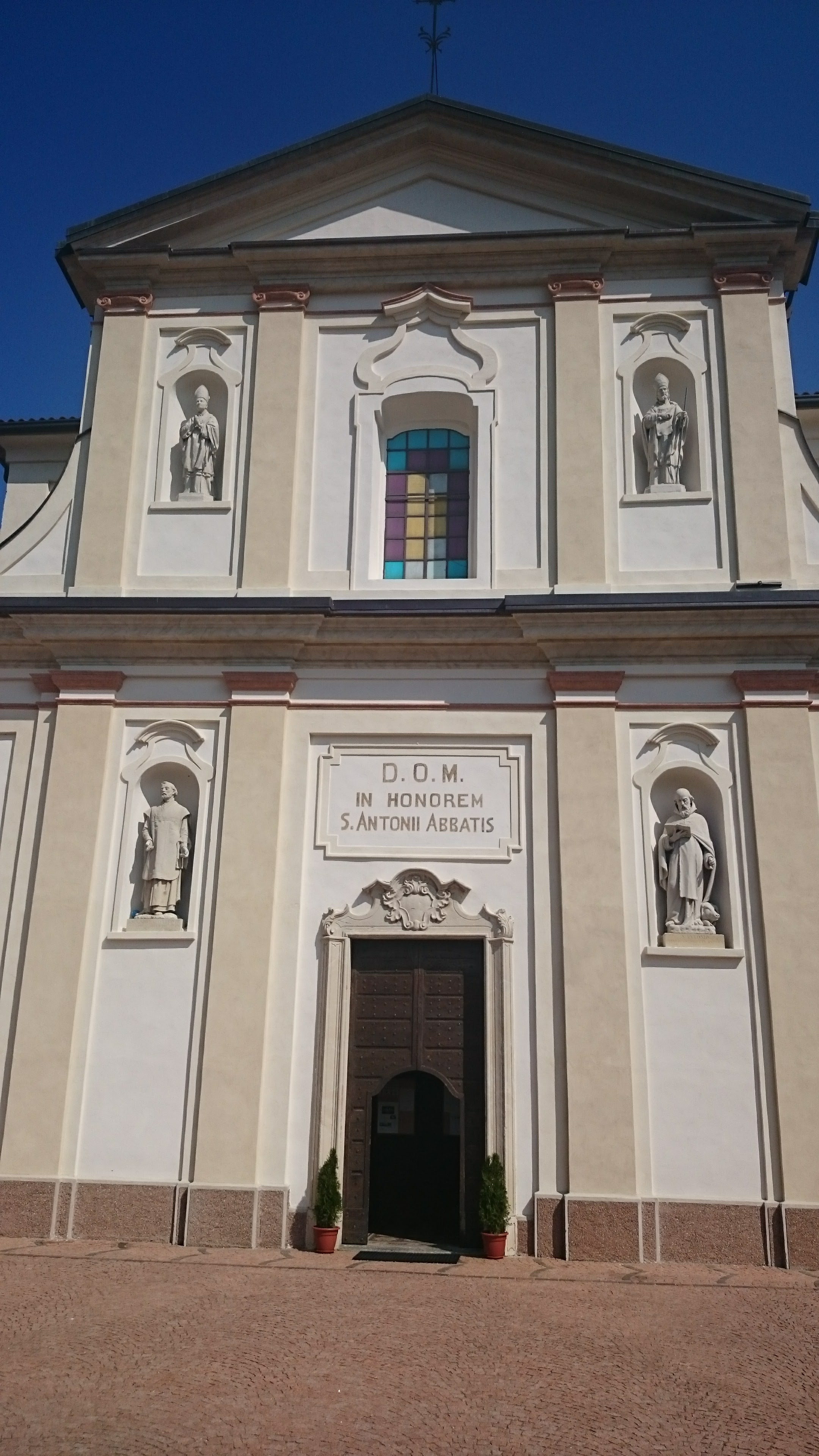
La facciata

### Facciata
La facciata di pietra chiara è in stile manierista e ha andamento a salienti. È scandita in due ordini di lesene, separate dal cornicione. Vi sono quattro nicchie con altrettante statue di Santi (quella del titolare è in basso a destra). Di seguito la frase latina riportata sopra il portale.
In honorem
S. Antonii Abbatis»
La facciata è stata restaurata nel 2012, così come l'area del sagrato che ha visto opere di stabilizzazione.

### Presbiterio
L'Altare maggiore è stato rifatto negli anni '80 ed è sopraelevato rispetto al pavimento di due gradini. È l'unica parte consacrata della chiesa, avendone ricevuto il rito il 17 febbraio 1990 da parte dell'arcivescovo di Milano Carlo Maria Martini. Il Presbiterio è adornato da un trittico che rappresenta la crocifissione di Gesù, oltre che da altri due dipinti a muro laterali opera di Luigi Morgari risalenti al 1930. Affiancano il Presbiterio un'ampia sacrestia, a destra, ed un magazzino ed un armadio, a sinistra. 

### Campanile
Sovrasta la chiesa il campanile con una slanciata cuspide sulla sommità, il cui concerto di cinque campane in sistema ambrosiano è stato fuso e sostituito nel 1932 dalla ditta Bianchi di Varese e benedette nel giugno dello stesso anno dal cardinale arcivescovo di Milano Ildefonso Schuster.   Di seguito sono riportate le campane con ognuna la propria dedicazione ed iscrizione.
| Campana            | Dedicazione                  | Iscrizione |
| ------------------ | ---------------------------- | --- |
| 1 (campanone)      | Cristo Crocifisso            | Tu, Rex gloriae, Criste! Regem cui omnia vivunt venite adoremus |
| 2                  | Madonna Assunta              | Deiparae Virgini Mariae de cuius Assumptione gaudent Angeli. Maria, Mater gratiae, Mater misericordiae, Tu nos ab hoste protege et mortis hora suscipe.                         |
| 3                  | San Giuseppe                 | Hic Sponsus almae Virginis Paterque Jesu creditus. Te deprecamus, spiritus defende nostros corporum ut liberati carcere, aeterna vincla nesciant.                               |
| 4                  | Sant'Antonio                 | In honorem S. Antonii abatis huius Ecclesiae Patroni. Ab hoste maligno, ab igne, fulgure et tempestate ut nos liberare digneris, Te rogamus, audi nos.                          |
| 5 (campana votiva) | Beato Manfredo Settala       | Beato Manfredo Septalae, primo Pastori veneratissimo Cuassus ad Planum se sua vota ac preces D.D.D. Respice de coelo et vide et visita vineam istam quam plantavit dextera tua. |
| 5 (campana votiva) | Signora del donatore inglese | Domina emota Fairfax Baron praeclarissima mulier ex Anglia patria nobis donavit.                                                                                                |

Ogni campana riporta inoltre l'anno di fusione e la ditta fonditrice, ovvero
Ditta Bianchi - Varese»

### Apparato pittorico
La decorazione pittorica della chiesa, ad eccezione degli affreschi del Presbiterio (risalenti al 1930), fu terminata nell'agosto del 1927. Il progetto delle pitture fu compilato da professor Zambellini e venne approvato per 50000 lire dal parroco don Benzoni.

#### Ingresso
Ai lati dell'ingresso vi sono due affreschi. Quello di destra raffigura il santo titolare della chiesa, Sant'Antonio Abate. Quello di sinistra, sovrastante il fonte battesimale, rappresenta Gesù e Giovanni Battista nella scena del Battesimo di Cristo. 

Inoltre, ai lati della finestra nella controfacciata, sopra l'organo della cantoria, sono raffigurati a sinistra Mosè con i dieci comandamenti e a destra Aronne.

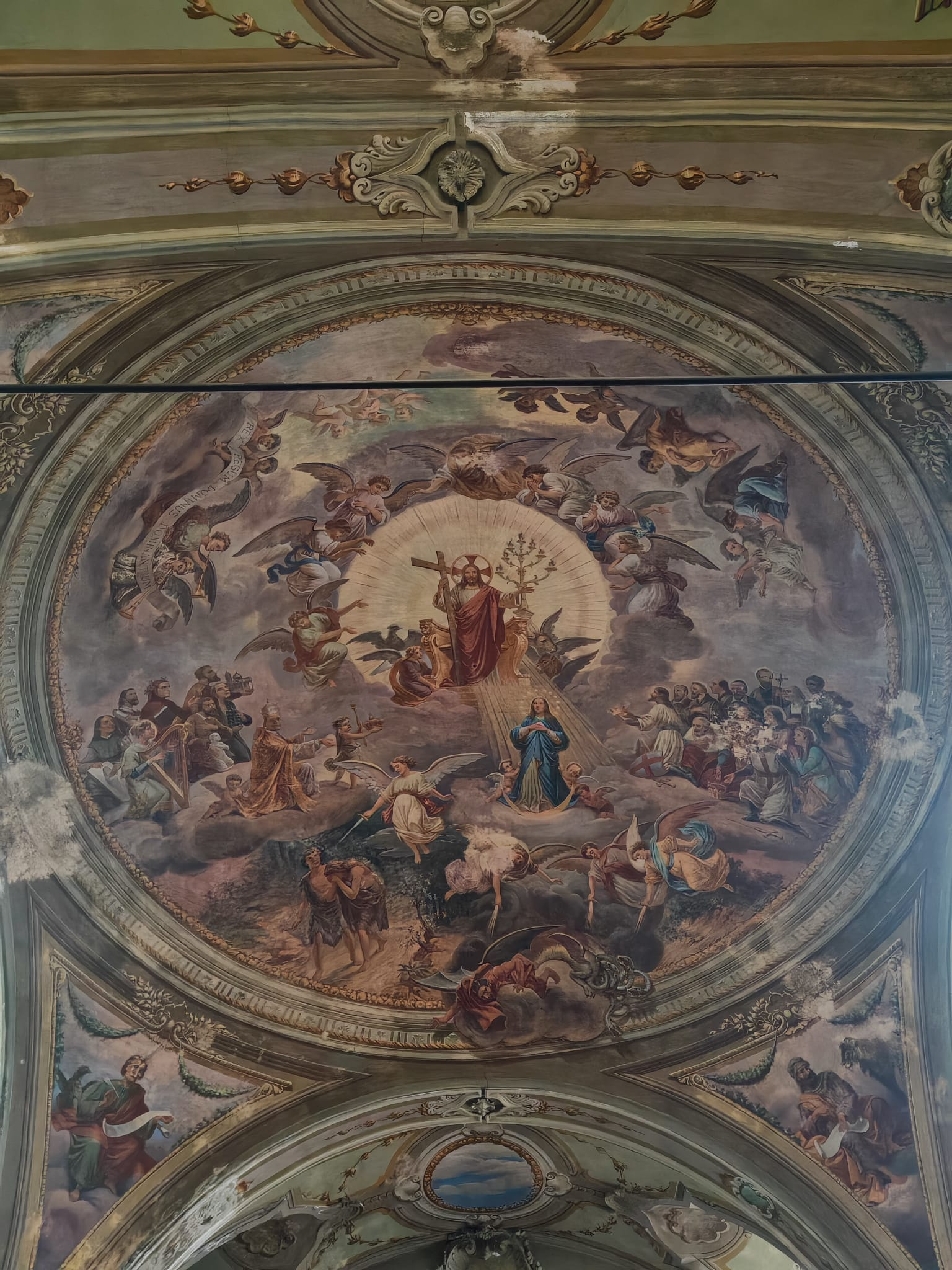
Affresco circolare che sovrasta la navata centrale

#### Navata
L'affresco della cupola che sovrasta la navata raffigura una moltitudine di soggetti e di scene. Fu completato nel 1927.
Al centro vi è la figura di Cristo Re dinanzi al trono posto su nuvole, circondato dai simboli evangelici; i simboli della Sua regalità sono presentati a destra da una schiera di Santi che regge la corona e a sinistra da un vescovo (Achille Ratti, Papa con il nome di Pio XI dal 1922 al 1939) che porge lo scettro. Sotto la figura di Cristo vi è la Madonna.
In alto a sinistra è raffigurata la scritta Rex Regum Dominus Dominatum (Re dei Re, Signore dei Signori), tenuta da angeli.
Nella parte sinistra della cupola sono rappresentati Raffaello Sanzio con il quadro della Madonna, Santa Cecilia con l'arpa, Alessandro Volta, Michelangelo Buonarroti, Antonio da Sangallo (con in mano un modello della Basilica di San Pietro), Dante Alighieri e Galileo Galilei. Tutti i personaggi sono italiani e rappresentano ognuno un'arte. 
Nella parte destra compaiono molti missionari, templari, crociati e soldati, tra i quali Giovanni d'Arco.
Nella parte bassa, a sinistra è rappresentata la cacciata di Eva ed Adamo dal Giardino dell'Eden da parte di un angelo armato di spada, mentre a destra sono rappresentati degli angeli che cacciano negli inferi il demonio.

#### Presbiterio
Il ciclo di affreschi e di decorazione pittoriche del Presbiterio è incardinato sull'Adorazione dell'Eucaristia.

##### Cupola
Al centro della cupola è raffigurata l'Eucaristia, sulla quale compaiono le lettere IHS, Iesus Hominum Salvator (Gesù Salvatore degli Uomini), circondata da schiere di angeli su nuvole in un cielo luminoso. Due angeli tengono un turibolo fumigante ed una navicella; altri tre angeli hanno in mano la scritta Venite ad oremus (Venite adoriamo).

##### Trittico
Alle spalle della sede vi è un trittico che raffigura la Crocifissione di Gesù, affiancato dalla Madonna e da Giuseppe. In lontananza, su una collina, si vede la chiesa cuassese di San Salvatore.

##### Lunetta presbiterale
Nella lunetta presbiterale, tra la cupola ed il trittico, sono rappresentate all'interno di una conchiglia le tre virtù teologali, quali la fede, raffigurata con una croce, un calice e l'Eucaristia, la carità, che tiene un bambino, e la speranza, con un'ancora.

##### Angoli della cupola
Agli angoli della cupola sono raffigurate le quattro virtù cardinali, quali la fortezza, rappresentata con spada e scudo, la giustizia, con spada e bilancia, la prudenza, con serpente, e la temperanza.

##### Affresco di destra
L'affresco alla destra del Presbiterio raffigura una Comunione Mistica, nella quale un personaggio ignoto e dibattuto (la cui identità è ipotizzata in Cristo Sacerdote o in San Giovanni) comunica San Pietro, la Madonna e le Pie Donne. Risale al 1930 ad opera di Luigi Morgari. Compaiono inoltre degli angeli, e sulla sfondo si riconosce la città di Gerusalemme.

##### Affresco di sinistra
Sulla sinistra del Presbiterio vi è un affresco, anch'esso datato 1930 e firmato da Luigi Morgari, che raffigura l'apparizione di Gesù ai discepoli ad Emmaus. Egli è rappresentato nel momento in cui benedice il pane, e i due discepoli appaiono sorpresi dalla scena.